# Izola
Izola er en gammel fiskerby i Slovenien, på den nordlige del af Istrien og rig på historie.
Det første skridt mod turismen startede i 1820, da der blev fundet varme kilder.
Det latinske navn for ø er "izola" og Izola var en ø, som var forbundet med hovedlandet med en stenbro. Byen var omringet af en stenmur, som i starten af det 19. århundrede blev revet ned og blev brugt til at fylde havet mellem øen og fastlandet.
Izola var kendt som rebellernes by. De erklærede uafhængighed i 1253 og blev til en by med egen lov, men kun for en kort periode. I det 13. og 14. århundrede blev der ført "bykrige" mod byerne Piran og Koper.